# Леб'язька волость
Леб'язька волость — історична адміністративно-територіальна одиниця Костянтиноградського повіту Полтавської губернії з центром у селі Леб'яже.

## Історія
Станом на 1885 рік складалася з 3 поселень, 3 сільських громад. Населення — 5865 осіб (2901 чоловічої статі та 2964 — жіночої), 1106 дворових господарств.
|                     | Площа, десятин | У тому числі орної, дес. |
| ------------------- | -------------- | ------------------------ |
| Сільських громад    | 12415          | 9926                     |
| Приватної власності | 9              | 5                        |
| Іншої власності     | 361            | 359                      |
| Загалом             | 12785          | 10290                    |

Поселення волості:
- Леб'яже (Козлове) — колишнє державне село при річці Берестовій за 14½ верст від повітового міста, 1590 осіб, 268 дворів, православна церква, школа, земська станція, постоялий будинок, щорічний ярмарок, 28 вітряних млини.
- Зачепилівка — колишнє державне село при річці Берестовій, 2318 осіб, 481 двір, православна церква, школа, постоялий будинок, 3 лавки, 3 ярмарки на рік, 42 вітряних млини.
- Миколаївка — колишнє власницьке село при річці Вошивій, 1957 осіб, 357 дворів, православна церква, поштова станція, 3 постоялих будинки, лавка, 42 вітряних млини.

На 1900, 1912 не існувала, на 1922 існувала.